# František z kompostu
František z kompostu je dětská kniha slovenské autorky Simony Čechové. Knihu také sama ilustrovala. V roce 2020 ji publikovalo nakladatelství Monokel v Bratislavě. Do českého jazyka tuto knihu přeložil Joachim Dvořák a vydalo ji roku 2021 v edici pro malé čtenáře Raketa nakladatelství Labyrint. Kniha vyšla také v němčině, francouzštině, čínštině a dalších jazycích. V roce 2002 obdržela cenu Zlatá stuha, kategorie výtvarná část – knihy pro mladší děti.
První část knihy vypráví příběh o žížale jménem František, která si myslí, že není v ničem dobrá, a proto se vypraví na zahradu přiučit nějakému řemeslu. V druhé části knihy se čtenář dozvídá, proč je žížala užitečná a co je to kompost. Dále se kniha zabývá i tím, co patří a nepatří na kompost a jaké existují druhy kompostérů.

## Děj
Děj se odehrává na zahradě. Hlavní postavou je žížala František, která neví, čím bude, až vyroste a je z toho celá nešťastná. Myslí si, že všichni její přátelé něco umí a ona, že je nepotřebná. Vypraví se na zahradu přiučit různým řemeslům. Na své cestě potká včelky, pavouka, ploštice a chrobáka. U každého si zkusí dělat jeho práci, ale pokaždé zjistí, že jí to nejde. 
Po návratu domů dospěje k tomu, že nejlepší je v tom, co do té doby dělala. Cestičky, které kypří a provzdušňují půdu, a díky tomu se půda stává kvalitnější a úrodnou. 
Závěrem se dozvídáme spoustu zajímavých faktů o tom, jak žijí žížaly a jak jsou pro nás užitečné. Dále pak, jak vypadá kompost, co všechno se do něj může nebo nemůže dát a jaké máme druhy kompostérů. 

## Přijetí díla a interpretace
Jitka Nešporová napsala, že knihy Simony Čechové zaujmou čtenáře svými ilustracemi, ve kterých je, dle jejího názoru, harmonicky citlivě odstíněná tlumená barevnost, měkkost kontur a celkově jemná kompozice. Reaguje také na to, že autorka knihy personifikuje hmyz a dává jim jména. Vytváří v podstatě svět, který je velmi podobný tomu lidskému. Je si samozřejmě vědoma toho, že tento způsob je již osvědčená strategie. Avšak v této knize vnímá mikrosvět vyobrazený natolik idylicky, že by se člověk do takovéhoto světa rád schoval a pozoroval všechno, co se v něm hemží.
Poselství Františkova příběhu je, že všichni na světě máme své místo, a abychom byli šťastní potřebujeme pocítit svou potřebnost a nenahraditelnost a pocítit sounáležitost se svými přáteli.
Valentina Podlesná z Ekonews popisuje knihu jako návod na výrobu kompostu ukrytý v příběhu žížaly Františka.
Kniha kromě slovenštiny a češtiny vyšla také v polštině, němčině, lotyštině, ukrajinštině, bulharštině, italštině, francouzštině, mongolštině, korejštině a čínštině. Lotyšský web Delfi knihu označil za hřejivou a současně poučnou. Eva Rieblerová ze spolku Literarische Gesellschaft St. Pölten ocenila německé vydání, Kompostfranzi, v překladu Michaela Stabarice zejména s ohledem na ilustrace, které jsou podle jejího názoru velmi zdařilé a vhodné pro dětského čtenáře.